# HeavensDust
HeavensDustは、日本のロックバンド。2000年にShin（Vo、Gt）によって結成された。

## 概要
尺八、和太鼓、琴といった和楽器を取り入れつつ、Shinの生まれ育ったアメリカのモダンヘヴィロックの流れを汲む。
日本人のアイデンティティーや日本人の魂を和の音色に託すという視点から、各種和楽器を楽曲内に取り入れた事により、ヘヴィで重低音のロック・メタルのサウンドに尺八や琴によるメロディーが「静」と「動」、「光」と「闇」の独特な世界観を表す事へと繋がっている。

## 来歴
2000年
- Shinを中心に結成。
- 1st Album「Darkends」をリリース。

2001年
- 1st Album「Darkends」収録曲が、音楽サイトMP3.comの世界オルタナティブ/メタル/インダストリアル トップチャートにて、 デフトーンズ、マリリン ・ マンソン、スリップ ノット等を抜き、第1位を記録。アメリカとヨーロッパで人気を得る。

2003年
- Ajoが加入し、本格的に和太鼓を取り入れる。
- Cloud Nine Recordsより発売された「Tokyo Party Nights」のDVDシネマに楽曲提供及び出演。
- 2nd Album「Seven Sins」をリリース。

2004年
- iTunesラジオ番組「CHRONIX RADIO」のウィークリーTOP10において、2nd Album「seven sins」収録曲のCageがリクエスト数第1位を、Falling To Decayが第3位を記録。

2005年
- 3rd Album「Higher Than Heaven,Louder Than God」をリリース。
- 山嵐のアイテラスツアーに参加。

2006年
- 辻岡正人監督作品「DIVIDE」に楽曲を提供。
- 女性ヴォーカルKazhaが加入。
- 3rd Album収録曲「Before I Die」のミュージッククリップがMTVやスペースシャワーTVなどでオンエアされる。

2007年
- 4th Album「Without A Voice」をリリース。
- V.A. CD「NWOJHL New World of Japanese Heavy&Loud!2」に楽曲参加。

2008年
- 5th Album「Closure Leading The Way」をリリース。Beau Hillが同作の制作に参加。全米インディーズチャート28位にランクインとなる。
- ソーシャルネットワーキングサービスMyspaceにおけるRockとMetalのチャートにて、第1位を記録。
- 哀川翔主演・全国ロードショー映画「SS」 の音楽を担当。
- 玉得貴大監督作品「鬼城」に楽曲を提供。
- 3月にアメリカツアーを敢行、同年10月に韓国ツアーを敢行している。

2009年
- ヴォーカルのKazhaが脱退。大幅なメンバーチェンジを経て Shin、Ajo、5hiNo、HAL、Okaji、神永大輔（尺八）のラインナップとなる。

2010年
- EP「To All The Things I've lost」をリリース。
- Evans BlueのDan Chandlerとコラボレートし、EP「Sound Of Hope」とシングル「More Than This」をリリース。

2011年
- Domo Recordsと契約。

2012年
- Domo Records内レーベルのDaruma Labelより、Ill NinoのDave Chavarriプロデュースのもと、USデビューアルバムとして「Ashes Still Warm」をiTunesにてリリース。
- V.A. CD「Cataclysm Vol.1」に楽曲参加。

2013年
- メンバー変更。Shin、5hiNo’、KoREDS★、KAI_SHINE、you+、TOUZANとなる。
- 国内盤として、6th Album「Ashes Still Warm」をリリース[3]。
- アパレルブランド「PEACE MAKER」とのコラボレーションを実施[4]。

2014年
- Remix Album「Re：BURN」をリリース。
- 東日本大震災から3年後の3月11日、チャリティーEP「THE SOUNDS OF HOPEをSounds+Sightsよりリリース。
- いばキラTVの番組「鈴華ゆう子のただいまIBARAKI!」にShinと5hiNo'がゲスト出演[5]。
- 7月、韓国にて開催の「Seoul Summer Rock Festival 2014」に出演。
- 11月、アメリカツアーを敢行。

2015年
- Single「This Is Where It Ends」をリリース。
- 緊縛師、青山夏樹とのライブ公演「-祈 INORI-」を開催。

2016年
- 「Embrace The Chaos」をリリース。同作に同梱されているDVDには、2015年に行われた緊縛師の青山夏樹とのライブ公演「-祈 INORI-」のドキュメントとMVを収録。
- ディファ有明で開催の総合格闘技イベント「DEEP 77 IMPACT & DEEP JEWELS 13」にて、齊藤曜選手の入場曲として楽曲が使用。

2017年
- 「PANCRASE288」にて、パンクラス ウェルター級チャンピオン三浦広光選手の入場曲として楽曲が使用。
- 8月、TOKYO MX番組「真夜中のみつばち少女」に、Shinがゲスト出演。

2018年
- EP「Scars That Were Meant To Be」をリリース。
- 11月、舞台作品「堕天使とボノボ」挿入歌を担当[6]。

2019年
- Shinがソロ活動を開始[7][8][9]。

## メンバー
- Shin - ボーカル、ギター
- 5hiNo' - ギター
- KoREDS（AURA） - ドラム
- KAI_SHiNE（山嵐、ex.THC!!） - 和太鼓
- SHU - ベース
- TOUZAN - 尺八